# Alexander Franz
Alexander Franz ist ein deutscher Independentfilm-Regisseur aus Nürnberg.

## Leben
Alexander Franz gründete 2002 zusammen mit Thomas Herr in Nürnberg die Filmproduktionsgesellschaft Postmortem Productions. Während er zusammen mit Herr vor allem für das Drehbuch zuständig ist, übernahm Franz die Regie bei den Amateurfilmen aus den Bereichen Horror- und Splatterfilm. Erste Werke erschienen als Eigenproduktion und über den Selbstvertrieb.
2004 erschien das Erstlingswerk The Damned Book, ein Kurzfilm von 33 Minuten. Es folgte der acht-minütige Morbid Visions (2007) und der 14-minütige Face the Slayer (2010). Die Kurzfilme wurden 2018 auch als Sammlung Trilogy of the Damend veröffentlicht.
2017 erschien der Film Mania, der erstmals auch in den USA veröffentlicht wurde und auch auf dem Weekend of Fear 2018 lief. 2020 folgte Zombi Ritual, der eine deutliche Professionalisierung darstellte. Auch dieser wurde auf dem Weekend of Fear gezeigt.
2025 folgte der Episodenfilm Mitternacht, der am 17. Mai 2025 auf dem Weekend of Fear gezeigt wurde.

## Filmografie
- 2004: The Damned Book (Kurzfilm)
- 2007: Morbid Visions (Kurzfilm)
- 2010: Face the Slayer (Kurzfilm)
- 2017: Mania (Kurzfilm)
- 2020: Zombi Ritual
- 2025: Mitternacht